# Amegilla hypocyanea
Amegilla hypocyanea är en biart som först beskrevs av Cockerell 1930.  Amegilla hypocyanea ingår i släktet Amegilla och familjen långtungebin. Inga underarter finns listade i Catalogue of Life.